# 莫斯科號直升機航空母艦
莫斯科號直升機航空母艦是前蘇聯的第一艘直升機航空母艦。該艦建造於1962年，尼古拉耶夫造船廠，於1967年服役，隸屬於黑海艦隊。該艦以前蘇聯/俄羅斯首府莫斯科命名。在1991年蘇聯解體後退役並與1990年代被拆解。
嚴格來說，莫斯科號並不是真正意義上的航空母艦，充其量最多為一艘直升機航母。蘇聯官方稱之為“反潛巡洋艦”。前蘇聯第一艘能搭載一定數量固定翼飛機的航空母艦是基輔號。

## 外部連結
- Project 1123 Kondor - Moskva class, Russian-Ships.info
- （俄文） Moskva class （页面存档备份，存于）